# Megascops vermiculatus
Megascops vermiculatus (syn. Otus vermiculatus) é uma espécie de ave estrigiforme pertencente à família Strigidae.